# Scutia myrtina
Scutia myrtina là một loài thực vật có hoa trong họ Táo. Loài này được Nicolaas Laurens Burman miêu tả khoa học đầu tiên năm 1768 dưới danh pháp Rhamnus myrtinus. Năm 1875 (xuất bản năm 1876) Wilhelm Sulpiz Kurz chuyển nó sang chi Scutia.

## Phân bố
Loài này được tìm thấy tại:
- Châu Phi đại lục: Burundi, Cộng hòa Dân chủ Congo, Ethiopia, Eswatini, Kenya, Malawi, Mozambique, Nam Phi (KwaZulu-Natal, tỉnh Cape, các tỉnh Bắc), Rwanda, Sudan, Tanzania, Uganda, Zambia, Zimbabwe.
- Các đảo trên Ấn Độ Dương: Madagascar, Mauritius (cả đảo Rodrigues), Réunion, Seychelles (Aldabra), Sri Lanka.
- Châu Á đại lục: Ấn Độ, Myanmar, Thái Lan, Trung Quốc (trung nam, đông nam), Việt Nam.

## Hình ảnh

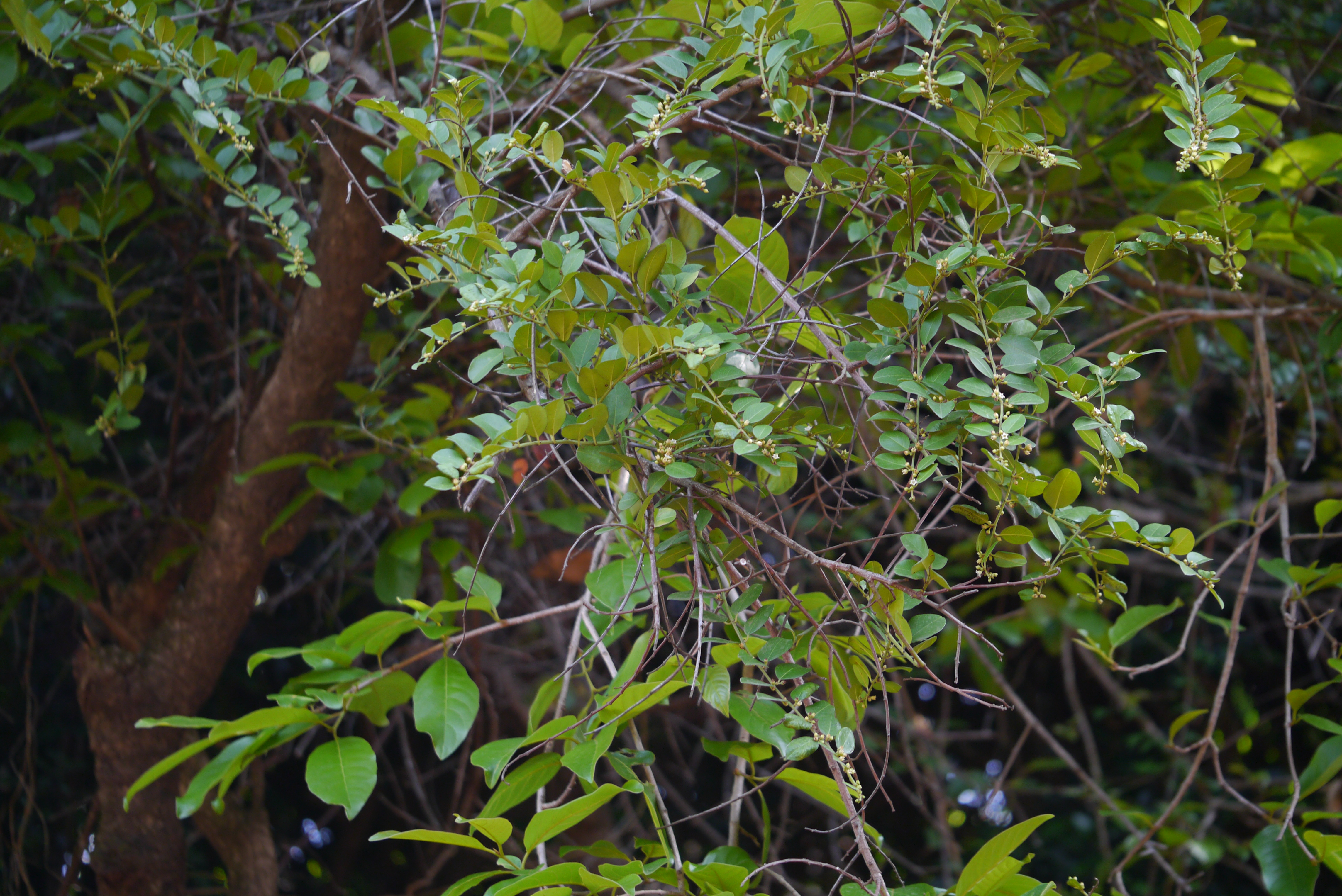
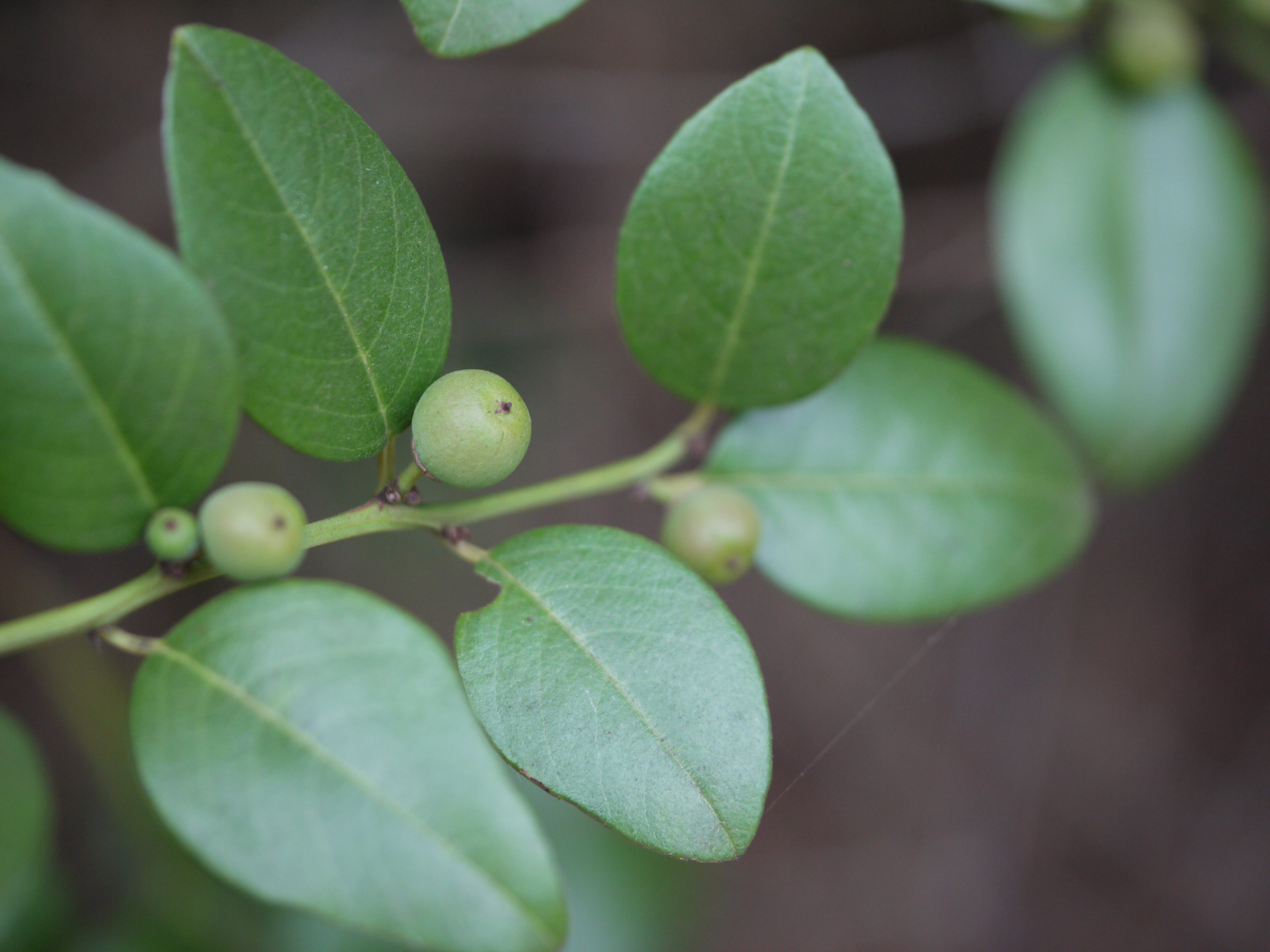
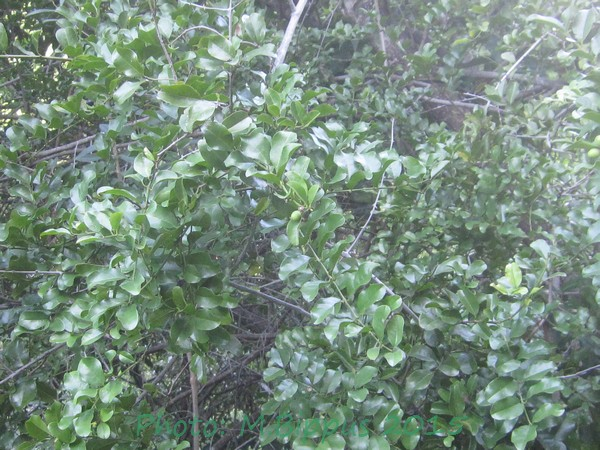
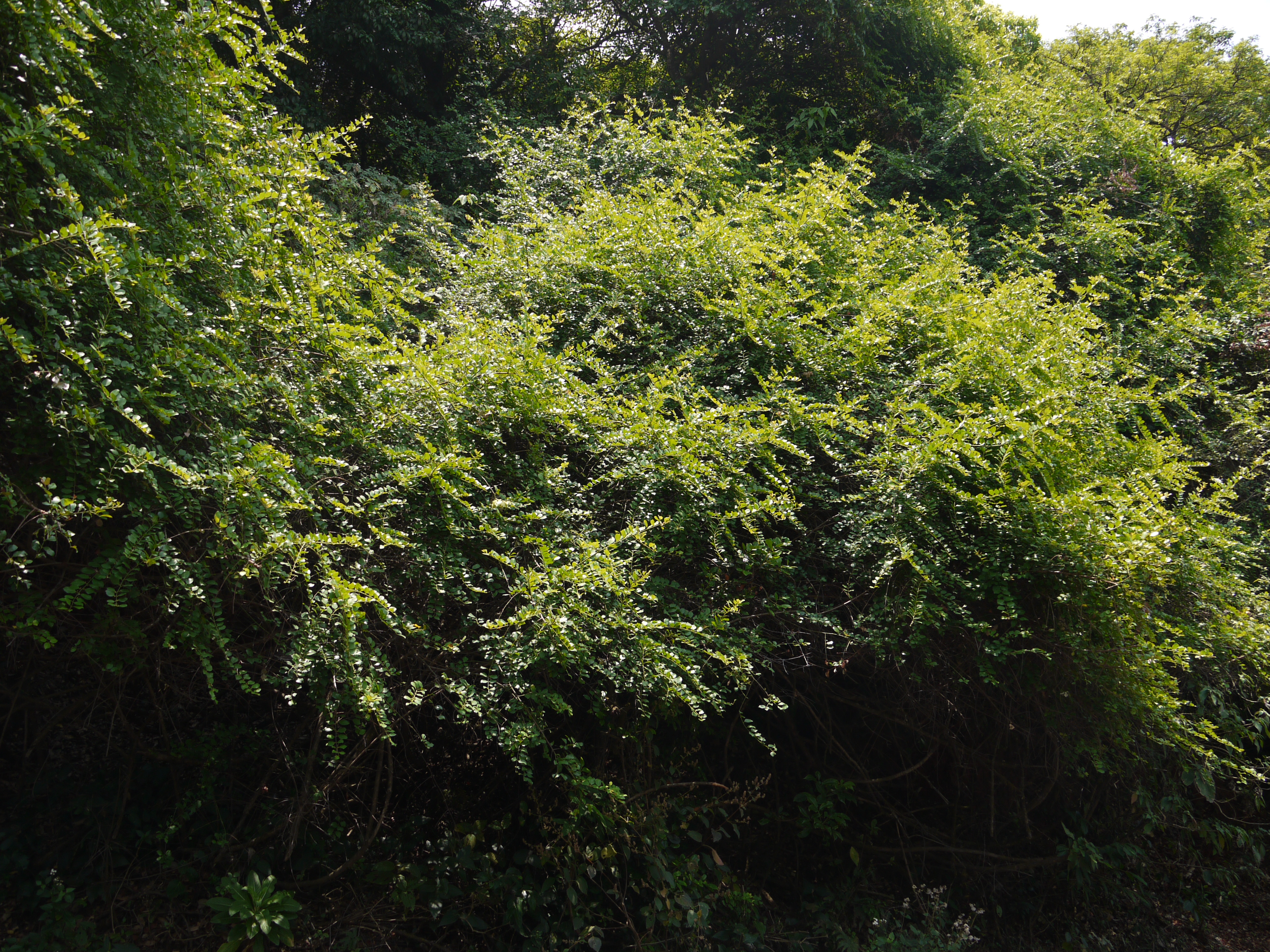